# James Byrnes
James Francis Byrnes (Charleston (South Carolina), 2 mei 1882 - Columbia (South Carolina), 9 april 1972) was een Amerikaans staatsman. Tijdens zijn politieke carrière was hij minister van Buitenlandse Zaken onder president Harry S. Truman en was gouverneur van South Carolina.

## Biografie

### Vroege jaren
James Byrnes werd geboren en opgevoed in Charleston in South Carolina. Zijn vader overleed al snel na zijn geboorte en hij werd opgevoed door zijn moeder. Op 14-jarige leeftijd ging hij als stenograaf werken in een advocatenkantoor. Ondanks dat hij zijn Highschool niet had voltooid of een andere diploma had behaald werkte hij als klerk voor een rechter in Aiken. Pas in 1903 wist hij een diploma te behalen om als jurist te kunnen werken.
Vanaf 1908 begon hij als advocaat op te treden. Dit deed hij slechts twee jaar lang, want hij werd in 1910 verkozen als Afgevaardigde van South Carolina van het 2de district.

### Politieke carrière
Tijdens zijn periode dat hij afgevaardigde was zette Byrnes zich met name in voor de grootschalige wegbouwprogramma's in de jaren 20. In deze periode raakte hij bevriend met president Woodrow Wilson en werd hij een naaste medewerker van de president. In 1925 gaf hij zijn zetel in het Huis van Afgevaardigden op om lid te worden van de Amerikaanse Senaat. Hij verloor de verkiezing om de zetel door inmenging van de Klu Klux Klan, die beweerde dat Byrnes nog steeds katholiek was. Terwijl Byrnes bij zijn huwelijk in 1906 was overgegaan tot de Episcopaalse kerk.
In 1930 ging hij opnieuw de strijd aan om de zetel in de Senaat. Ditmaal won Byrnes met 51% van de stemmen van zijn tegenstander Coleman Blease. Opnieuw wist Byrnes bevriend te raken met een Amerikaanse president, Franklin Delano Roosevelt. In de senaat wierp James Byrnes zich op als een fel verdediger van de president. Zo was hij een belangrijk woordvoerder over de New Deal in de senaat. Zijn periode in de senaat eindigde in 1941 toen Roosevelt Byrnes benoemde in het Hooggerechtshof. Al na vijftien maanden diende hij zijn ontslag in om een andere functie binnen de politiek te bekleden.
Tijdens de Tweede Wereldoorlog was Byrnes hoofd van het Office of Economic Stabilisation, dat betrekking had op vitaal belangrijke kwesties van de prijzen en belastingen in Amerika. In 1943 gaf hij deze functie op en werd hij hoofd van het Office of War Mobilization, waarin hij verantwoordelijk was voor het bouwen van vele fabrieken in Amerika voor het produceren van spullen voor het Amerikaanse leger.
Velen verwachtten dat Byrnes in 1944 de nieuwe vicepresident zou worden van Roosevelt, want de kans was aanwezig dat de vicepresident de ziekelijke president binnen korte tijd zou moeten opvolgen. In plaats van dat er voor Byrnes werd gekozen, viel de keuze op Harry S. Truman. Byrnes was echter wel als secondant van Roosevelt meegegaan naar de Conferentie van Jalta. Na de dood van Roosevelt op 12 april 1945 was Byrnes een belangrijk raadsman voor de nieuwe president Truman.

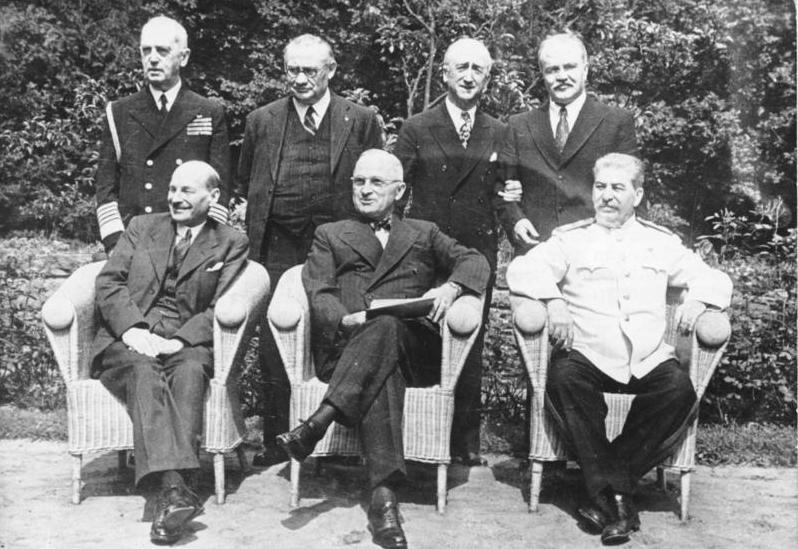
Conferentie van Potsdam. Tweede van rechts staat James Byrnes.

Toen Harry Truman in juli 1945 zijn kabinet herindeelde werd James Byrnes benoemd tot minister van Buitenlandse Zaken. Met deze functie had hij een belangrijk aandeel in de Conferentie van Potsdam en de Vrede van Parijs. Ook kreeg Byrnes te maken met de Griekse president Constantinos Tsaldaris die in Amerika een belangrijke bondgenoot zag in de Griekse Burgeroorlog. Door zijn diplomatieke inzet in en rondom de Irancrisis werd hij in 1946 uitgeroepen tot TIME Person of the Year.

### Latere leven
Toch groeide de werkrelatie van Byrnes en Truman langzamerhand uit elkaar. In februari 1947 legde Byrnes zijn functie als minister neer. Op 68-jarige leeftijd, in 1951, werd hij verkozen tot gouverneur van South Carolina. Hij maakte in deze functie één termijn vol. In deze periode hield hij zich bezig met het terugdringen van het racisme in South Carolina. Zo gaf hij staatssteun aan gekleurde scholen in zijn staat. Hij verbood het dragen van maskers, behalve met Halloween. Op deze manier hoopte hij de macht van Klu Klux Klan in South Carolina in te dammen. Hij stelde zich niet kandidaat voor een tweede periode en ging met pensioen.
Ondanks dat hij daarna uit het publieke politiek verdween bleef Byrnes tot politiek betrokken. Zo zou hij Richard Nixon geadviseerd hebben over hoe hij de zuidelijke democraten kon winnen voor de Republikeinse Partij. In 1972 stierf hij op 89-jarige leeftijd in Columbia (South Carolina).

## In populaire cultuur
In de biografische film over Robert Oppenheimer, Oppenheimer uit 2023 van Christopher Nolan, werd de rol van James Byrnes gespeeld door Pat Skipper.